# Кудрявцево (Харовский район)
Кудрявцево — деревня в Харовском районе Вологодской области около впадения Шорги в Кубену.
Входит в состав Кубенского сельского поселения, с точки зрения административно-территориального деления — в Кубинский сельсовет.
Расстояние до районного центра Харовска по автодороге — 26 км, до центра муниципального образования Сорожина по прямой — 16 км. Ближайшие населённые пункты — Максимиха, Коркинское, Зимница, Починок.
По переписи 2002 года население — 7 человек.